# Планина Меру
Планина Меру или Сумеру је света планина, центар универзума према хиндустричкој и будистичкој митологији. На овој планети преовладавају божанства из обе наведене регије. Предања казују да је ова планина висока 120.000 километара и налази се на Џамбудвипа, једном од континената на планети Земљи. Величанствен храм Ангор Ват у Камбоџи је симболичка репрезентација планине Меру.
Легенде и мотиви често наводе да Сурја, Бог Сунца сваког дана кружи око планине Меру. Ова предања и чињеница да су Аријци стационирани у поларном подручју Земље, многе је навела да је планина Меру заправо референца на северни пол.
Постоји и друго веровање, настало у подручју масива Хималаја које наводи да је планина Меру заправо једна од планина Калиша код језера Манасаровар. У подножју ове планине свој ток започињу велике реке, Инд и Брамапутра.
У близини се налази храм Каиласа, једна од најпознатијих грађевина у историји архитектуре. Овај комплекс од неколико десетина храмова који се протежу на два километра заправо није саграђен већ исклесан од живе стене. Храм је посвећен Шиви и декорисан је каменим скулптурама који описују многе митове о њему.